# Poneto
Poneto és una població dels Estats Units a l'estat d'Indiana. Segons el cens del 2000 tenia 240 habitants.

## Demografia
Segons el cens del 2000, Poneto tenia 240 habitants, 78 habitatges, i 64 famílies. La densitat de població era de 772,2 habitants/km².
Dels 78 habitatges en un 39,7% hi vivien nens de menys de 18 anys, en un 74,4% hi vivien parelles casades, en un 2,6% dones solteres, i en un 16,7% no eren unitats familiars. En el 15,4% dels habitatges hi vivien persones soles el 10,3% de les quals corresponia a persones de 65 anys o més que vivien soles. El nombre mitjà de persones vivint en cada habitatge era de 3,08 i el nombre mitjà de persones que vivien en cada família era de 3,45.
Per edats la població es repartia de la següent manera: un 33,3% tenia menys de 18 anys, un 10,4% entre 18 i 24, un 29,6% entre 25 i 44, un 19,2% de 45 a 60 i un 7,5% 65 anys o més.
L'edat mediana era de 30 anys. Per cada 100 dones de 18 o més anys hi havia 97,5 homes.
La renda mediana per habitatge era de 43.125 $ i la renda mediana per família de 46.750 $. Els homes tenien una renda mediana de 32.125 $ mentre que les dones 19.286 $. La renda per capita de la població era de 15.820 $. Entorn del 3,3% de les famílies i el 5,2% de la població estaven per davall del llindar de pobresa.

## Poblacions més properes
El següent diagrama mostra les poblacions més properes.